# Big Miracle
Big Miracle (Una aventura extraordinaria en España, Una gran esperanza en Hispanoamérica) es una película protagonizada por Drew Barrymore y John Krasinski. Estrenada el 13 de enero de 2012, la película, dirigida por Ken Kwapis, está basada en el libro Freeing the Whales de Tom Rose, que a su vez se inspira en los hechos reales acaecidos durante la llamada Operación Breakthrough, una titánica movilización internacional de esfuerzos para salvar a tres ballenas grises atrapadas bajo el hielo de Alaska en 1988.

## Sinopsis
Tres ballenas grises de California, atrapadas bajo el hielo en el círculo polar ártico, son descubiertas por el reportero de TV Adam Carlson (John Krasinski), que encuentra en la noticia su oportunidad para ser promovido a una emisora nacional y dar el salto en su carrera televisiva. El suceso capta la atención de millones de espectadores a nivel internacional y desencadena un esfuerzo sin precedentes para liberar a las ballenas del hielo, en el que se involucran los nativos Inupiat cazadores de ballenas, un ejecutivo del petróleo (Ted Danson), la Guardia Nacional que intenta transportar por aire un hovercraft, el presidente de los Estados Unidos, dos locos inventores de Minnesota que acuden a ayudar con su máquina des-heladora, decenas de periodistas en busca de notoriedad, un buque rompehielos ruso, y la ecologista de Greenpeace Rachel Kramer (Drew Barrymore), exnovia de Carlson y emocionalmente muy comprometida con el rescate de las ballenas.

## Personajes
- John Krasinski[1] es Adam Carlson.
- Drew Barrymore[2] es Rachel Kramer.
- Kristen Bell[3] es Jill Gerard.
- Ahmaogak Sweeney es Nathan.
- John Pingayak es Malik.
- Vinessa Shaw[4] es Kelly Meyers.
- Stephen Root es Gov. Haskell
- Ted Danson es J.W. McGraw
- Kathy Baker es Ruth McGraw.
- Dermot Mulroney es Coronel Scott Boyer.
- Rob Riggle es Dean Glowacki.
- Michael Gaston es Porter Beckford.
- Megan Angela Smith es Sheena.
- Tim Blake Nelson es Pat Lafayette.
- James LeGros es Karl Hootkin.
- Mark Ivanir es Dimitri.
- Andrew Daly es Don Davis.
- Jonathan Slavin es Roger Notch.
- Gregory Jbara es General Stanton.
- Tom Clark es Morton Heavey.
- Sarah Palin es ella misma.
- Shea Whigham es Piloto Conrad.